# 고필헌
메가쑈킹(본명:고필헌, 1974년 4월 14일 ~ )은 대한민국의 만화가로, 권윤주, 김풍, 고리타 등과 함께 웹툰 1세대 작가로 분류된다. 2001년에 인터넷에 애욕전선 이상없다로 데뷔하여 탐구생활 시리즈, 라스베가스 디스코 익스프레스 등의 작품활동을 했다.
작가시절 말기에는 아내와의 알콩달콩한 신혼생활을 주제로 한 생활웹툰을 네이버에 연재하였으나, 만화에서 보여준 금슬과 달리 갑작스럽게 이혼을 발표하고 만화 연재도 중단됐다. 그 사건 이후 웹툰 작가로서는 사실상 은퇴하고, 제주도로 내려가서 '쫄깃쎈타'라는 게스트하우스를 운영하고 있다.

## 작품의 특징
애욕전선 이상없다가 2003년 스포츠투데이에 연재되며 인기를 끌 무렵에는, 성욕과 배설 등을 소재로 한 기발한 내용으로 인기를 끔과 동시에 많은 악성댓글에 시달렸다. 그 때문에 데뷔 초기에는 종종 누들누드의 양영순과 비교되기도 했다. 그러나 그 후 포털에서 연재한 탐구생활 시리즈에서는 무리없는 전개와 잔잔한 유머, 그리고 독특한 어휘를 사용한 말장난이 특징으로 정착되었다. 귀여운 그림체는 아니지만 선이 깔끔하고 유머러스한 스타일의 독특한 그림체가 개그만화에 어울린다는 평을 듣는다. '애욕전선 이상없다'에서는 색채 사용에 큰 특색이 없었으나, 탐구생활 시리즈에서는 빛이 바랜 듯한 컬러를 사용하여 복고적인 느낌을 주며 자신만의 스타일을 구축했다.

## 언어유희
메가쑈킹의 작품 속에는 늘 기발한 언어유희가 등장하여 인기를 끌었으며 이들 중 상당수는 인터넷 상에서 유행어로 정착되었다. ‘너 겁을 일시불로 상실했구나’, ‘메가톤급 외로움이 텍사스 소떼처럼 몰려오는구나’, ‘당신의 고집은 100년 묵은 육포처럼 질기군요’와 같은 언어유희는 조선일보 등의 메이저 언론에서도 보도된 바 있다.
메가쑈킹은 같은 웹툰 1세대 작가인 강풀과 친구 사이로, 강풀의 본명인 '도영'을 사용한 '도영모텔'을 애욕전선 이상없다 등의 작품 속에 등장시켜 유머 코드로 사용한다.

## 이혼
2007년 디자이너 윤혜영과 결혼 후, 자전거로 전국일주를 하는 것으로 신혼여행을 했으며 이를 소재로 '탐구생활 : 혼신의혼 신혼여행'이라는 웹툰을 연재했다. 메가쑈킹은 윤혜영과 궁중결혼식의 형식으로 결혼하여 화제가 되었고, 웹툰에서도 여행 과정에서 좋은 금술을 보여주는듯했으나 연재 도중 갑작스럽게 이혼을 발표하여 팬들에게 큰 충격을 주었다. 항간에는 메가쑈킹이 팬과 바람이 나서 이혼을 한다는 소문이 퍼지기도 했으나 사실이 아니라 일축했다.
이후 메가쑈킹은 만화가 활동을 중단하고 제주도에 정착해서 남동생 및 친구들과 함께 '쫄깃쎈타'라는 이름의 민박집을 운영하고 있다. 만화가로서는 사실상 은퇴 상태다.

## TV출연
2011년 5월 28일, KBS 세 번의 만남 마지막회에서는 '그 섬에서 쫄깃한 행복을 찾다'라는 제목으로 고필헌과 쫄깃쎈타의 이야기가 방송되었다. 2013년 4월 7일, SBS스페셜 <적게 벌고 더 잘 사는 법 - 도시부족의 탄생>에서도 쫄깃쎈타의 이야기가 나왔다.

## 작품
- 《애욕전선 이상없다》
- 《쾌변만화 알타리 써비스》
- 《탐구생활》
- 《탐구생활 - 혼신의 신혼여행》
- 《라스베가스 디스코 익스프레스》

## 참고
1. 1 2  "최고가 아닌 유일한 만화가로 기억되고 싶어요", '애욕전선 이상없다' 출간하는 만화가 고필헌, 조선일보 2004.11.13
2. ↑  http://news.donga.com/3/all/20100531/28740712/4